# Diego Lozano
Pour les articles homonymes, voir Lozano.
Diego Lozano, connu également sous le nom de Lozano, né le 8 février 1924 à Montijo en Espagne et mort le 4 février 2011 à Mérida, est un footballeur international espagnol qui occupe le poste de défenseur puis reconverti entraîneur. Il évolue la plus grande partie de sa carrière à l'Atlético de Madrid et compte cinq sélections avec l'équipe d'Espagne.

## Biographie

### Carrière de joueur

#### En club
Après avoir commencé le sport par l'athlétisme dans les disciplines de sprint ainsi que le 400 mètres, Lozano s'initie au football à Emeritense en Tercera División avant de signer en 1943 pour l'Atlético Aviación, club de Madrid. Il occupe alors le poste d'ailier gauche. Après deux saisons dans la capitale espagnole, en manque de temps de jeu, il est prêté, d'abord à Hércules Alicante puis au Racing de Santander avant de revenir à Madrid au sein du club désormais nommé Atlético de Madrid, club où il joue encore six saisons. Il devient alors latéral gauche.Il remporte avec l'Atlético le championnat d'Espagne à deux reprises en 1950 et en 1951 ainsi que la Coupe Eva Duarte en 1951. Il figure parmi les latéraux gauches ayant marqué l'histoire du club. En 1955, il signe au CD Badajoz, où il est joueur-entraîneur, ce qu'il répète la saison suivante au CD Tenerife.

#### En sélection
La première sélection en équipe nationale de Diego Lozano a lieu le 2 janvier 1949 lors de la réception à Barcelone de la Belgique, un match qui se solde par un nul 1-1. Sa dernière sélection avec la Roja se déroule le 19 juin 1949 en déplacement à Colombes pour affronter la France, une rencontre qui se conclut par une victoire espagnole 5-1. Ses cinq sélections en équipe nationale se soldent par deux victoires, deux matchs nuls et une défaite. Il est considéré comme étant le premier joueur originaire d'Estrémadure à avoir porté le maillot de la sélection nationale.

### Après-carrière et mort
Initialement entraîneur-joueur, Lozano devient ensuite uniquement entraîneur et dirige le Córdoba CF en 1957-1958, le CF Extremadura entre 1958 et 1961, Hércules Alicante en 1961-1962, l'Melilla CF en 1962-1963 et également le Mérida Industrial.
Une rue de Mérida porte le nom du joueur. Il y meurt le 4 février 2011.

## Palmarès
Durant sa carrière en club, Diego Lozano remporte avec l'Atlético de Madrid le championnat d'Espagne à deux reprises en 1950 et en 1951 ainsi que la Coupe Eva Duarte 1951.

## Statistiques
Le tableau ci-dessous résume les statistiques en match officiel de Diego Lozano durant sa carrière de joueur professionnel,.
| Saison                | Club                    | Championnat           | Championnat | Championnat | Coupe(s) nationale(s) | Coupe(s) nationale(s) | Supercoupe | Supercoupe | Compétition(s) continentale(s) | Compétition(s) continentale(s) | Compétition(s) continentale(s) | Espagne | Espagne | Total | Total |
| Saison                | Club                    | Division              | M.          | B.          | M.                    | B.                    | M.         | B.         | Comp.                          | M.                             | B.                             | M.      | B.      | M.    | B.    |
| 1942-1943             | Atlético Aviación       | Primera División      | -           | -           | 2                     | 0                     | -          | -          | -                              | -                              | -                              | -       | -       | 2     | 0     |
| 1943-1944             | Atlético Aviación       | Primera División      | 3           | 0           | -                     | -                     | -          | -          | -                              | -                              | -                              | -       | -       | 3     | 0     |
| 1944-1945             | Atlético Aviación       | Primera División      | 1           | 0           | -                     | -                     | -          | -          | -                              | -                              | -                              | -       | -       | 1     | 0     |
| 1945-1946             | Hércules Alicante       | Primera División      | -           | -           | 2                     | 0                     | -          | -          | -                              | -                              | -                              | -       | -       | 2     | 0     |
| 1946-1947             | Hércules Alicante       | Segunda División      | 26          | 0           | 2                     | 0                     | -          | -          | -                              | -                              | -                              | -       | -       | 28    | 0     |
| 1947-1948             | Racing de Santander     | Tercera División      | -           | -           | 4                     | 0                     | -          | -          | -                              | -                              | -                              | -       | -       | 4     | 0     |
| 1948-1949             | Club Atlético de Madrid | Primera División      | 23          | 0           | 3                     | 0                     | -          | -          | -                              | -                              | -                              | 5       | 0       | 31    | 0     |
| 1949-1950             | Club Atlético de Madrid | Primera División      | 19          | 1           | 4                     | 0                     | -          | -          | -                              | -                              | -                              | -       | -       | 23    | 1     |
| 1950-1951             | Club Atlético de Madrid | Primera División      | 21          | 0           | 4                     | 0                     | 2          | 0          | CL                             | 2                              | 0                              | -       | -       | 29    | 0     |
| 1951-1952             | Club Atlético de Madrid | Primera División      | 21          | 0           | -                     | -                     | 1          | 0          | -                              | -                              | -                              | -       | -       | 22    | 0     |
| 1952-1953             | Club Atlético de Madrid | Primera División      | 11          | 0           | -                     | -                     | -          | -          | -                              | -                              | -                              | -       | -       | 11    | 0     |
| 1953-1954             | Club Atlético de Madrid | Primera División      | -           | -           | -                     | -                     | -          | -          | -                              | -                              | -                              | -       | -       | 0     | 0     |
| 1954-1955             | Club Atlético de Madrid | Primera División      | 1           | 0           | -                     | -                     | -          | -          | -                              | -                              | -                              | -       | -       | 1     | 0     |
| 1955-1956             | CD Badajoz              | Segunda División      | 23          | 4           | -                     | -                     | -          | -          | -                              | -                              | -                              | -       | -       | 23    | 4     |
| 1956-1957             | CD Tenerife             | Segunda División      | 30          | 1           | -                     | -                     | -          | -          | -                              | -                              | -                              | -       | -       | 30    | 1     |
| Total sur la carrière | Total sur la carrière   | Total sur la carrière | 179         | 6           | 21                    | 0                     | 3          | 0          | -                              | 2                              | 0                              | 5       | 0       | 210   | 6     |